# Zenòbia Camprubí i Aymar
Zenòbia Camprubí i Aymar (Malgrat de Mar, 31 d'agost del 1887 - San Juan de Puerto Rico, 28 d'octubre del 1956) fou una escriptora i traductora, especialment de Tagore. El 1916 es casà amb Juan Ramón Jiménez, de qui fou secretària, col·laboradora i curadora de la seva obra. Signà sovint com a Zenobia Camprubí de Jiménez.

## Biografia

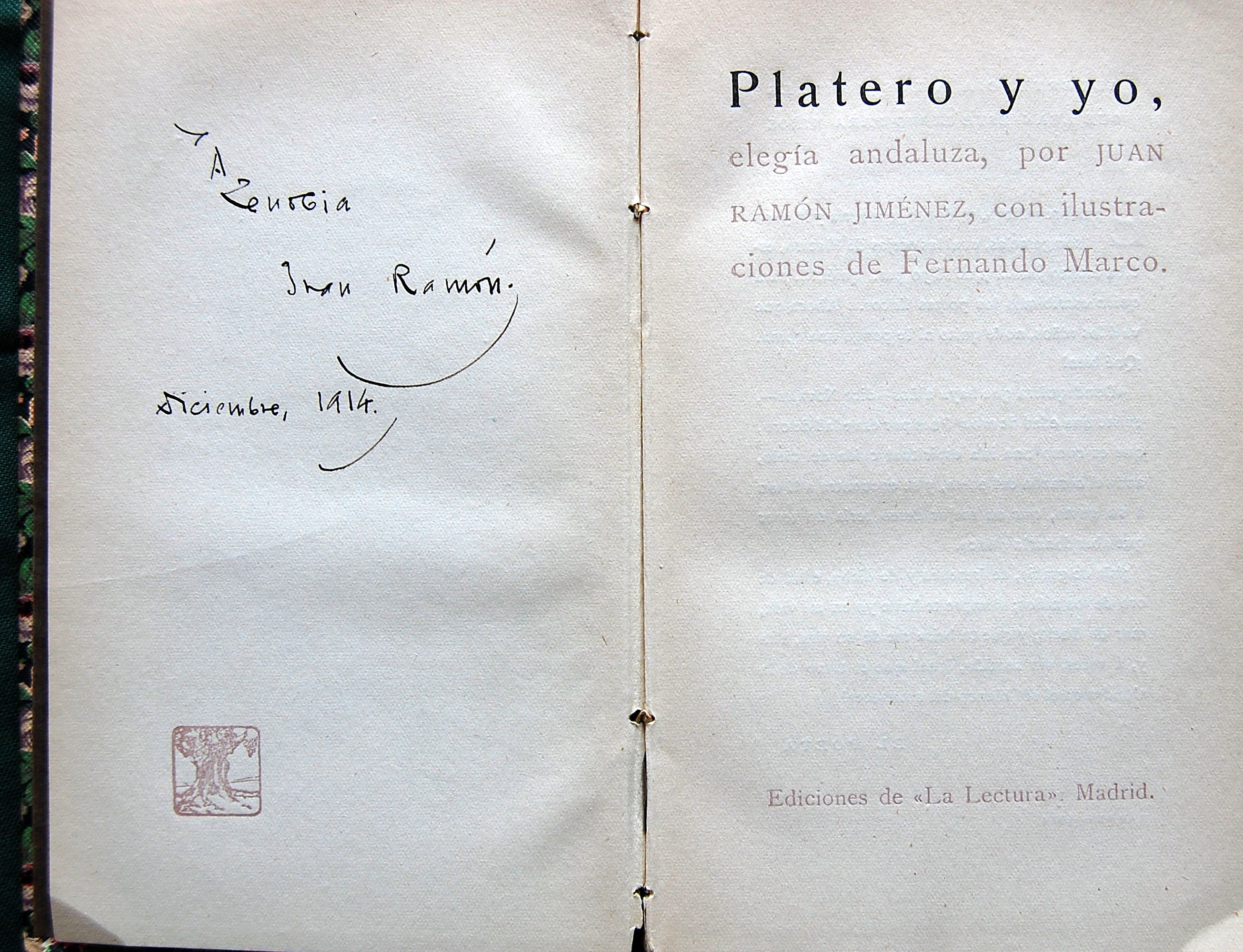
Dedicatòria de Juan Ramón Jiménez a Zenòbia

Els pares de Zenobia, Raimundo Camprubí i Escudero (Pamplona 1846-Madrid 1924), un enginyer de camins amb arrels catalanes, i Isabel Aymar Lucca, una porto-riquenya de família culta i rica, es van casar a Puerto Rico i vingueren a viure a Barcelona. Tenien una caseta d'estiueig a Malgrat i allí va néixer la seva filla. Fou educada per la seva àvia i la mare dins d'una gran llibertat que qüestionava el rol que li havia estat assignat com a dona. Va viure la seva infància entre Nova York, Madrid i Barcelona, on va tenir ja tutors particulars. Va començar a escriure l'any 1902. Als 15 anys escriu en anglès per a la revista St. Nicholas Illustrated Magazine for Boys and Girls (1903). El 1902 inicià la seva carrera literària escrivint el relat autobiogràfic Malgrat i en anys successius publicà alguns contes en anglès a revistes americanes.
Després de separar-se els seus pares, visqué als Estats Units des dels 18 als 22 anys. Va fer un curs de literatura anglesa a la Columbia University (1908-1909). Entrà en contacte amb el feminisme americà i llegí els clàssics anglesos i espanyols; també nasqué el seu interès per l'obra de Rabindranath Tagore. El 1909, després d'una estada als EUA tornen a Barcelona i a Madrid, on la coneixen com l'americanita. Coneix Juan Ramón Jiménez (1913) de qui havia traduït part de la seva obra a l'anglès. Torna a Nova York on es casa el 1916.
L'any 1916 es casà amb Juan Ramón Jiménez, que havia conegut a la Residencia de Estudiantes i, a partir d'aquell moment, la seva vida s'orientà en tres línies: ajudar el seu espòs en les tasques professionals (en seria traductora, correctora d'estil, secretària, agent...), continuar les traduccions de Tagore -amb la col·laboració del seu marit- i prestar suport a tota mena d'activitats socials: col·laborà amb El Ropero de Santa Rita i La Visita a Domicilio i el 1919 fundà a Madrid l'associació La enfermera a domicilio, un servei assistencial sense ànim de lucre. L'any 1926 es fundà el Lyceum Club Femenino i en fou elegida secretària.
Escriu un diari en espanyol on es recullen les seves impressions. Tornen a Espanya a Moguer a casa del poeta i viuen a Madrid (1916-1936), fins que s'exilien a causa de la guerra. Fa freqüents visites a Barcelona. Participa en projectes femenins com La enfermera a domicilio (1919) i és la secretària del "Comité para la Concesión de Becas a Mujeres Españolas en el Extranjero". Forma part del Comitè Internacional del Lyceum Club de Madrid (1926). En aquests anys té un negoci d'exportació de ceràmica als Estats Units i una botiga d'art popular que actua de punt de trobada de moltes dones adinerades i progressistes.
El 1931 comença a patir una greu malaltia. Marxen el 1936, en esclatar la Guerra Civil, cap a Washington DC i d'allí a Cuba, on ella no vol estar. Escriu un diari en anglès que durarà vint anys. Per primer cop tenen precarietat econòmica tot i viure a l'hotel. Participa en el Lyceum Club de l'Havana (1937-1939). Treballa com a secretària, correctora, transcriptora i traductora del seu marit. Marxen el 1939 als Estats Units fins a 1950, on treballa com a professora de Literatura a la Universitat de Maryland mentre el marit entra en estats depressius, sense treball ni ingressos econòmics. Zenòbia aconseguí plaça de professora a la universitat de Río Piedras. Mor el 1956 a conseqüència d'una operació del 1951 a Puerto Rico, on havien marxat perquè el seu marit es revifés.
En el balanç de la seva obra cal destacar en primer lloc les traduccions de Rabindranath Tagore; encara que hom els ha retret les excessives llibertats respecte a l'original, segueixen sent les de referència pel que fa al castellà. Zenòbia Camprubí també se significà per l'impuls que donà a la difusió de la llengua i la cultura espanyoles als Estats Units, especialment quan treballà a la Universitat de Maryland.

## Obres

### Escrits de Zenòbia Camprubí
- Camprubí, Zenobia. "Malgrat: relato autobiográfico" a Ateneu núm. 1 (primavera del 1992)[7]
- Camprubí, Zenobia. Diario. Edició (traducció, introducció i notes) a cura de Graciela Palau de Nemes. Madrid / San Juan: Alianza Editorial i Universitat de Puerto Rico, 2006 (col·lecció Memoria). ISBN 8420697729
  - Volum I Cuba (1937-1938)
  - Volum II Estados Unidos (1939-1950)
  - Volum III Puerto Rico (1951-1956)
- Camprubí, Zenobia; Palau de Nemes, Graciela; Cortés Ibáñez, Emilia (editora). Epistolario, 1948-1956.  Madrid: Residencia de Estudiantes, 2009 (col. Epístola, 9). ISBN 9788495078674.
- Camprubí, Zenobia; Jiménez, Juan Ramón; Cortés Ibáñez, Emilia (editora). Diario de dos reciéncasados.  Huelva: Universidad de Huelva, 2012 (col. Aldina, 41).

### Traduccions
- Synge, J.M.. Jinetes hacia el mar.  Madrid: Juan Ramón Jiménez y Zenobia Camprubí de Jiménez, 1920 (col. El Jirasol y la espada / traducciones de Zenobia Camprubí de Jiménez y de Juan Ramón Jiménez, 1).

#### Traduccions de Tagore
[La majoria dels títols s'han publicat diverses vegades. S'indiquen únicament les primeres edicions, quan han estat localitzades]
- Gorostiza, José (selección y prólogo). Rabindra Nath Tagore.  México D.F.: Cultura, 1922 (Cultura t. 14 nº 3).
- Obra escojida (Lírica breve. Teatro. Cuento. Aforísmo. Escuela).  Madrid: Aguilar, 1955 (col. Biblioteca premios Nobel).

- El asceta (Sanyasi).  Madrid: Tip.-Lit. A. Ángel Alcoy, 1918 (col. Obras de Rabindranath Tagore).
- El cartero del rey.  Madrid: Tip. Ángel Alcoy, 1917 (col. Obras de Rabindranath Tagore).
- Chitra (poema lírico).  Madrid: Est. Tip. Fortanet, 1919 (col. Obras de Rabindranath Tagore).
- Ciclo de la primavera: Comedia.  Madrid: Est. Tip. Fortanet, 1918 (col. Obras de Rabindranath Tagore).
- La cosecha.  Madrid: Lit. Ángel Alcoy, 1918 (col. Obras de Rabindranath Tagore).
- Entrevisiones de Bengala. Poema de Kabir.  Barcelona: Plaza y Janés, 1965 (col. Narradores del Mundo Entero).
- La Fujitiva [sic] (poemas).  Madrid: J.R.Jiménez-Zenobia Camprubí, 1922 (col. Obras de Rabindranath Tagore, 2).
- La hermana mayor y otros cuentos.  Buenos Aires: Losada, 1948 (col. Biblioteca contemporánea).
- El jardinero.  Madrid: Tip. Ángel Alcoy, 1917? (col. Obras de Rabindranath Tagore).
- Jardinillos de Navidad y Año Nuevo.  Madrid: A.Giménez, 1918.
- La luna nueva: poemas de niños.  Madrid: Imp. Clásica Española, 1915.
- Malini (poema dramático).  Madrid: Tip. Ángel Alcoy, 1918 (col. Obras de Rabindranath Tagore).
- Mashi y otros cuentos.  Madrid: Est. Tip. Fortanet, 1920 (col. Obras de Rabindranath Tagore).
- Tagore, Rabindranath; Pearson, W.W.; Chandra Roy, Satish. Morada de paz (Shantiniketan). La escuela de Rabindranath Tagore en Bolpur.  Madrid: Est. Tip. Fortanet, 1919 (col. Obras de Rabindranath Tagore).
- El naufragio.  Barcelona: Plaza y Janés, 1964 (col. La Botella errante).
- Ofrenda lírica. Gitanjalí. Poemas.  Buenos Aires: Losada, 1952 (col. Biblioteca contemporánea).
- Pájaros perdidos (sentimientos).  Madrid: Lit. Ángel Alcoy, 1917 (col. Obras de Rabindranath Tagore).
- Las piedras hambrientas y otros cuentos.  Madrid: Imp. de Fortanet, 1918 (col. Obras de Rabindranath Tagore).
- Recuerdos.  Barcelona: Plaza y Janés, 1961 (col. Grandes Éxitos).
- Regalo de amante: poemas.  Madrid: Imp. de Fortanet, 1919 (col. Obras de Rabindranath Tagore).
- El rey del salón obscuro (poema dramático).  Madrid: Tip. Ángel Alcoy, 1919 (col. Obras de Rabindranath Tagore).
- El rey y la reina (poema dramático).  Madrid: Lit. A. Ángel Alcoy, 1918 (col. Obras de Rabindranath Tagore).
- Sacrificio (poema dramático).  Madrid: Tip. Ángel Alcoy, 1919 (col. Obras de Rabindranath Tagore).
- El sentido de la vida. Nacionalismo.  Madrid: Aguilar, 1968 (col. Crisol literario, 49).
- Tránsito (poemas).  Madrid: Est. Tip. Fortanet, 1920 (col. Obras de Rabindranath Tagore).

### Edicions de textos de Juan Ramón Jiménez
- Hijo de la alegría.  Madrid: El Observatorio, 1986 (Poetas andaluces. Zenobia, 3). ISBN 8486353114.
- Luz de la atención (libro inédito).  Madrid: El Observatorio, 1986 (Poetas andaluces. Zenobia, 4). ISBN 8486353106.
- Poesía en prosa y en verso (1902-1932) escogida para los niños.  Madrid: Signo, 1932.

### Textos referits a Juan Ramón Jiménez
- Camprubí, Zenobia; Jiménez, Juan Ramón; Villar, Arturo del (editor). Cuadernos de Zenobia y Juan Ramón.  Madrid: Los Libros de Fausto, 1987-1994. ISBN 8485978188.
- Juan Ramón y yo, ríos que se van.  Madrid: Gráf. Luis Pérez, 1971.
- Gullón, Ricardo (estudio preliminar). Monumento de amor: cartas de Zenobia Camprubí y Juan Ramón Jiménez.  San Juan de Puerto Rico: La Torre, 1959 (col. Publicaciones de la Sala Zenobia - Juan Ramóm de la Universidad de Puerto Rico; Ser. A).
- Camprubí, Zenobia; Jiménez, Juan Ramón; Gullón, Ricardo (estudio preliminar). Poemas y cartas de amor.  Santander: Sur, 1986 (col. Narración y Ensayo, 27). ISBN 9788439865858.
- Camprubí, Zenobia; Villar, Arturo del (editor). Vivir con Juan Ramón.  Madrid: Los Libros de Fausto, 1986 (col. Anaquel de recuerdos, 2). ISBN 8485978153.